# Paysage avec rencontre sur le chemin d'Emmaüs
 (mars 2018).
Paysage avec rencontre sur le chemin d'Emmaüs (en néerlandais : Landschap met ontmoeting op de weg naar Emmaüs) est un tableau attribué au peintre d’origine mosane Henri Bles.

## Histoire
Le tableau a été peint par Bles au XVIe siècle. Ses dimensions relativement réduites indiquent que l’artiste répondait à la demande d’un public moins fortuné.
Avant 2010, l’œuvre faisait partie des collections du Los Angeles County Museum of Art.
En 2010, le Fonds Pierre François Tilmon, créé au sein de la Fondation Roi-Baudouin (Patrimoine) s’est porté acquéreur du tableau lors d’une vente organisée chez Sotheby's. L’œuvre est mise en dépôt au TreM.a (Musée des arts anciens du Namurois) à Namur.

## Description
La distribution de l’espace est typique du style de l’artiste : un paysage, avec notamment un château (à gauche), trois personnages et un frêne solitaire au centre de la composition. Contrairement à d’autres tableaux de Bles, ce n’est pas un rocher massif surmonté d’un château ou d’un grand arbre qui domine la composition dans la partie gauche, mais simplement un château.
Le titre du tableau, qui fait référence à Emmaüs (les Pèlerins d'Emmaüs), renvoie à un thème religieux mais cette dimension religieuse ne joue qu’un rôle accessoire dans la composition.